# ミカドアゲハ
ミカドアゲハ（帝揚羽、Graphium doson）は、チョウ目（鱗翅目）アゲハチョウ科に分類されるチョウのひとつ。

## 概要
日本国内では対馬および屋久島以南の島嶼、九州全域、四国（香川県を除く）、本州の一部（山口県内、広島市内、紀伊半島南端）の西日本地域に生息する。国外では中国南部、インドシナ半島、ミャンマー、インド、フィリピン群島、インドネシアのボルネオ島、スマトラ島、ジャワ島に分布する。
アオスジアゲハに似るが、翅を縦に貫く青帯が不連続でまばらであることで区別可能であり、色彩的にも同種の青帯が通常水色よりやや緑がかっているのに対し、本種のそれはかなり薄いことから区別できる。ただし、南西諸島産亜種のそれはアオスジアゲハに近い色調になるので若干注意が必要となる。一方で屋久島産亜種は青みが全く抜けてクリーム色に近い。なお大きさも同種よりも少し大きいため、少し慣れれば飛翔中であっても判別できる。口吻が短く、屈折点（口吻先端から三分の二程度の位置に現れる曲率が顕著な個所）が現れない点は同種と共通で、日本産蝶類ではこの2種だけの特徴である。
分布が局所的で、変異種が多く国外産も含めると全部で14亜種に分けられる。とくによく言われるのは「赤斑型」と「黄斑型」である。この二種も住み分けており、微妙に生息域が異なる。四国の太平洋岸のようにこれらが混生している地域もある。

## 生活史
幼虫の食草はオガタマノキ。蛹で越冬する。成虫は初夏から初秋まで見られる。

## 人間との関わり
高知市内の3か所(潮江天満宮境内・要法寺境内・潮江中学校校庭)の本種生息地が高知市のミカドアゲハおよびその生息地として国の特別天然記念物に指定されているため、高知市内では原則本種の採集はできない。なお、昆虫の天然記念物で特別指定を受けているのは、ここと滋賀県米原市の長岡のゲンジボタルおよびその発生地の2か所だけで、チョウ目としては唯一となる。
であるが、これは指定された当時（天然記念物指定が昭和18年で、昭和29年に特別天然記念物に昇格）、本種の生態や分布がよくわかっておらず、同地が分布の北限と考えられたからであり、その後各地で発見が相次いで同地が北限でないことがわかった現在、この天然記念物指定は意味をなしていない、との声もある。
本種の和名は当初命名された学名 Papilio mikado に由来するが、この学名の命名由来については諸説囁かれており、どれが正しいかは定かではない。
1994年（平成6年）4月25日発売の15円普通切手の意匠になった。

## 保全状況評価
1991年のレッドデータブックではミカドアゲハ本土亜種（黄斑型）Graphium doson albidumが希少種として記載されていたが、2000年版・2007年版では記載がない。